# Deuteroxorides indicus
Deuteroxorides indicus là một loài tò vò trong họ Ichneumonidae.